# Luigi Rossi
Luigi Rossi (* okolo roku 1598?, Torremaggiore (či Neapol) – 20. února 1653, Řím) byl italský barokní skladatel.

## Mládí
Zpravidla se uvádí, že Luigi Rossi se narodil v malém městečku Torremaggiore v blízkosti Foggia v Apulii. Nápis na jeho náhrobku však říká, že pochází z Neapole. Nejistota panuje i v otázce hudebního školení skladatele. Z dochovaných rukopisů Rossiho se zdá být pravděpodobné, že studoval u vlámského skladatele Jeana de Macque, který byl v té době varhaníkem v kostele Santa Casa dell’Annunziata. Posléze se stal kapelníkem na neapolském dvoře španělského místokrále.

## Řím
V roce 1620 přišel Rossi do Říma jako hudebník na dvůr Marka Antonia Borghese, synovce papeže Pavla V. Zde se seznámil s harfenistkou Konstancií de Ponte, se kterou koncertoval a s níž se později, v roce 1627 oženil. Kromě zaměstnání u Borghese se v roce 1633 stal varhaníkem v kostele San Luigi dei Francesi, který byl jakýmsi oficiálním chrámem Francie v Římě. Tuto funkci zastával až do své smrti. V případě Luigiho nepřítomnosti v Římě jej zastupoval jeho bratr Giovani Carlo, který byl rovněž hudebníkem. Ve službách Borghese zůstal nejméně do roku 1636.
Koncem třicátých let přešel Rossi do služeb kardinála Antonia Barberiniho, pro změnu synovce papeže Urbana VIII. Zřejmě byli ve velmi přátelských vztazích, neboť ve své závěti Rossi učinil kardinála dědicem všech svých rukopisů. Barberini byl velkým milovníkem francouzské kultury a francouzské hudby zvláště, což předurčilo další životní osudy skladatele.
V roce 1642 zkomponoval Rossi svou první operu Il palazzo incantato, která byla příznivě přijata.

## Paříž
Papež Urban VIII. zemřel v roce 1644 a jeho nástupce, Inocenc X., který nebyl zrovna přítelem kardinála Barberiniho, hodlal vyšetřovat údajné zneužívání moci Barberiniho rodinou. Barberini se dal pod ochranu francouzského ministra a kardinála Mazarina a v roce 1645 přesídlil do Francie. Mazarin (Mazarini) byl původem Ital a hodlal v Paříži představit italskou hudbu. Povolal proto o rok později do Paříže i Rossiho.
V Paříži Rossi zkomponoval svou nejznámější operu Orfeo. Premiéru měla 2. dubna 1647. Obecenstvo bylo překvapeno jak délkou (trvala cca 6 hodin), ale zejména nákladností inscenace, která se stala i terčem kritiky Mazariniho nepřátel.
Rossi na čas odjel do Říma, ale o rok později se znovu vrátil do Paříže. Mezitím však vypuklo šlechtické povstání Frondy namířené zejména proti Mazarinově vládě a na umění na nějaký čas nebylo u dvora místo. Rossi se proto znovu připojil ke kardinálu Barberinimu, který v té době žil v Provence a zůstal u něj až do roku 1651.
Dva roky po svém návratu do Říma zemřel.

## Dílo
Největší síla Rossiho je v jeho komorních kantátách, kterých zkomponoval více než 300. Mezi nejznámější patří např. dodnes uváděné kantáty:
- Giuseppe, figlio di Giacobbe
- Il Pecator Pentito (Mi Son Fatto Nemico)
- O Cecita Del Misero Mortale

Na scénu uvedl pouze dvě opery. V roce 1642 v Římě operu Il palazzo incantato (podle jiné verze Il palagio d’Atlante) a o pět let v Paříži již zmíněnou operu Orfeo. Ta se stala patrně nejhranější a nejznámější operou raného baroka vůbec.
Rossi byl velmi plodný skladatel. Šlechtické salony i chrámy požadovaly stále velké množství nové hudby. Časem bylo dílo Luigi Rossiho téměř zcela zapomenuto. V posledních desetiletích začíná však renesance zájmu o jeho skladby a diskografie jeho díla je poměrně rozsáhlá.